# Morand Racing
Le Morand Racing est une écurie suisse de sport automobile engagée dans le championnat du monde d'endurance FIA et les 24 Heures du Mans. Elle est basée à Marly. L'origine du nom de l'équipe provient de celui de son directeur Benoît Morand.

## Historique

### Logo
En fonction des différentes associations, l'écurie Morand Racing change d'identité visuelle.

2014
2016

### Débuts
L'écurie est fondée en 2000 par Benoît Morand et son épouse, et appelée PoleVision Racing. Elle s'engage dans différents championnats de voitures de tourisme et monoplaces comme le V8 STAR et la Formule BMW.
L'équipe prend le nom de Morand Racing en novembre 2012, lorsque Benoît Morand, à l'aide de son associé Joe Genoud, décide d'engager l'ancienne écurie sous son nom.

### Depuis 2013: engagement en endurance

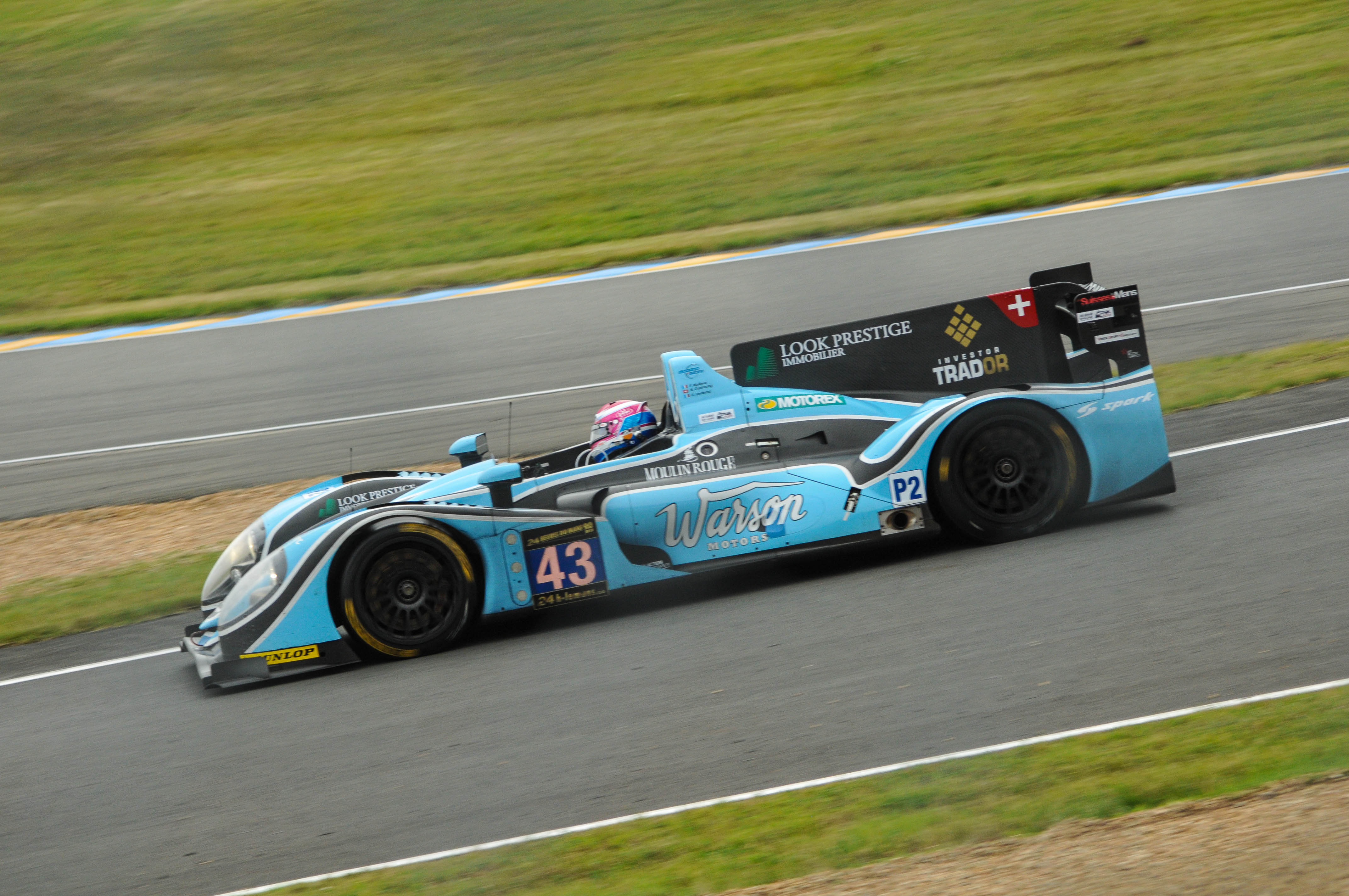
La Morgan LMP2 de l'équipe lors des 24 Heures du Mans 2013.

L'écurie s'engage à partir de 2013 en European Le Mans Series. Elle participe pour la première fois aux 24 Heures du Mans durant cette même année.
En 2015, l'écurie s'engage en Championnat du monde d'endurance FIA sous le nom de Team SARD-Morand avec deux Morgan LMP2. Elle participe à sept des huit manches du championnat, et termine à la 5e place du championnat concernant les équipes engagées en LMP2.
Pour la saison 2016, l'écurie poursuit son engagement dans le championnat avec un seul prototype. Le nom de l’équipe évolue de nouveau et devient RGR Sport by Morand. Lors de la manche inaugurale du championnat, elle finit première de la catégorie LMP2, ce qui la place au 5e rang au classement général.
L'écurie compte quatre participations aux 24 Heures du Mans, avec pour meilleur résultat une 10e place obtenue lors des 24 Heures du Mans 2013.
À partir de 2015, l’écurie suisse s'associe avec la structure japonaise Sard Racing pour former le Team Sard Morand.
En 2016, Benoît Morand s'associe avec le pilote mexicain Ricardo González et la dénomination officielle de l'écurie prend désormais le nom de RGR Sport by Morand (Ricardo González Racing Sport by Morand). Pour cette nouvelle saison, l'écurie acquiert une Ligier JS P2 qui sera motorisée par Nissan.

## Résultats en Championnat du monde d'endurance FIA

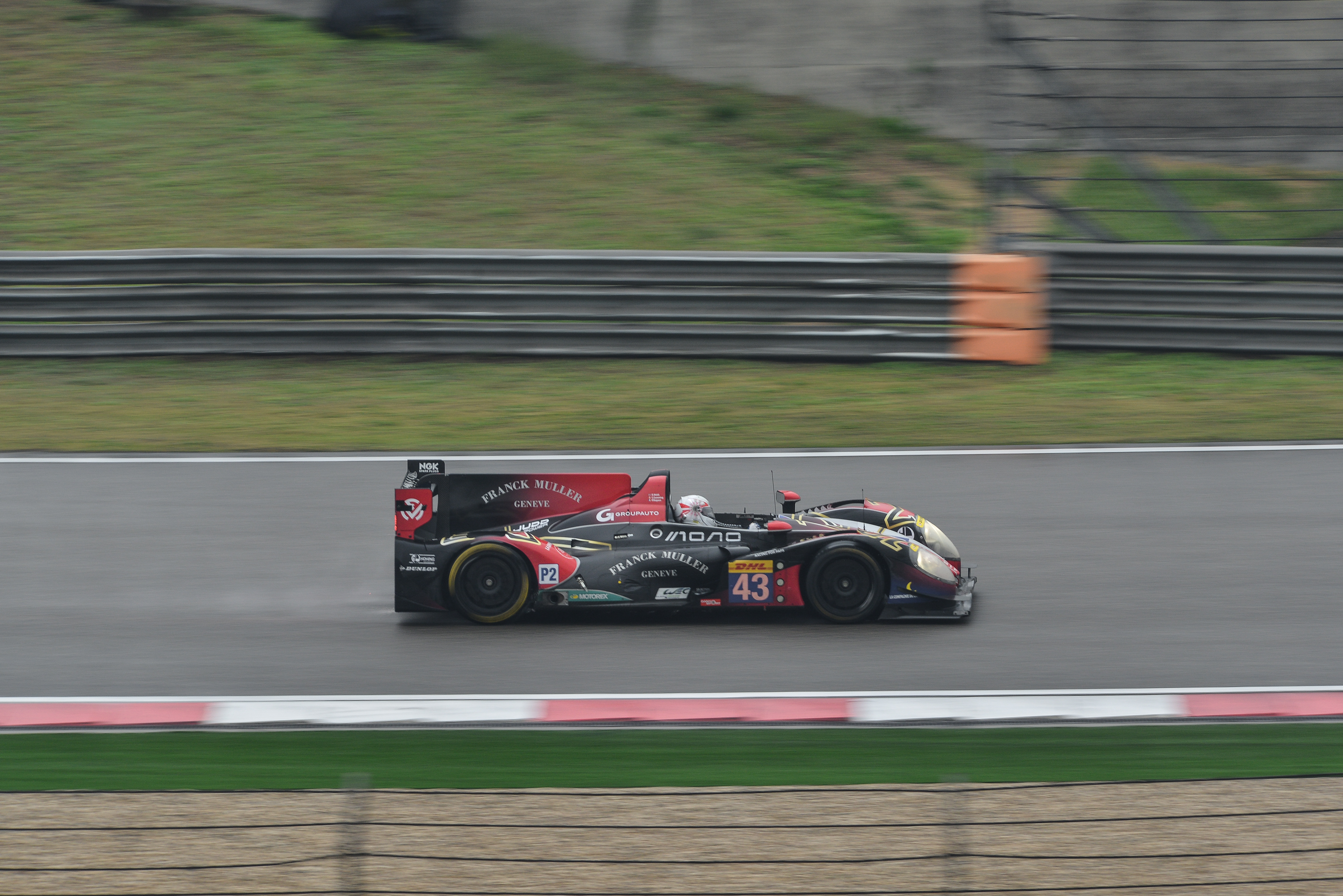
Une des deux Morgan LMP2 de l'équipe lors des 6 Heures de Shanghai 2015.

| Année | Équipe    | Classe | Voiture      | Moteur                 | 1     | 2     | 3     | 4     | 5   | 6   | 7   | 8   | 9   | Rang | Points |
| ----- | --------- | ------ | ------------ | ---------------------- | ----- | ----- | ----- | ----- | --- | --- | --- | --- | --- | ---- | ------ |
| 2016  | RGR Sport | LMP2   | Ligier JS P2 | Nissan VK45DE 4.5 L V8 | SIL 1 | SPA 4 | LMS 6 | NÜR 2 | MEX | COA | FUJ | SHA | BHR | 2e   | 71     |

* Saison en cours.